# 1R busz (Tata)
A tatai 1R jelzésű autóbusz a Vasútállomás és a Fellner Jakab utca között közlekedik a tatai ipari park és a Tesco Áruház érintésével. A járat a nyári tanszünetben módosított menetrend szerint közlekedik. A viszonylatot a MÁV Személyszállítási Zrt. üzemelteti. 

## Története
2019-es szolgáltatóváltás előtt is létezett ilyen jelzésű autóbuszjárat, ami ugyanezen az útvonalon közlekedett, de sűrűbben, mint a manapság. Akkoriban hétköznapokon négyszer, hétvégente háromszor közlekedett. Viszont fontos megjegyezni, hogy akkoriban csak ez a járat érintette a tatai ipari parkot, míg a mostani üzemeltető alatt több járat is érinti.
2025-ös nyári menetrendben módosítottak az útvonalán, a végállomása nem a Tesco Áruház, hanem a Fellner Jakab utca. Az új útvonal miatt egy új megálló is bekerült, ami a Környei úti temető.

## Útvonala
| Fellner Jakab utca felé | Vasútállomás felé |
| --- | --- |
| Vasútállomás – Gesztenye fasor – Bacsó Béla utca – Almási utca – Május 1. út – Komáromi utca – Kossuth tér – Kocsi utca – Környei út – Eszterházy körút – Tesco Áruház – Eszterházy körút – Kocsi út – Fellner Jakab utca – Fellner Jakab utca | Fellner Jakab utca – Fellner Jakab utca – Kocsi út – Eszterházy körút – Tesco Áruház – Eszterházy körút – Környei út – Kocsi utca – Kossuth tér – Komáromi utca – Május 1. út – Somogyi Béla utca – Bacsó Béla utca – Gesztenye fasor – Vasútállomás |

## Megállóhelyei
Az átszállási kapcsolatoknál a 2025 június 21-étől augusztus 31-ig érvényes nyári menetrend szerint van feltüntetve
| 1R (Vasútállomás – Tesco Áruház – Tom-Ferr Zrt. – Fellner Jakab utca) | 1R (Vasútállomás – Tesco Áruház – Tom-Ferr Zrt. – Fellner Jakab utca) | 1R (Vasútállomás – Tesco Áruház – Tom-Ferr Zrt. – Fellner Jakab utca) | 1R (Vasútállomás – Tesco Áruház – Tom-Ferr Zrt. – Fellner Jakab utca) | 1R (Vasútállomás – Tesco Áruház – Tom-Ferr Zrt. – Fellner Jakab utca) | 1R (Vasútállomás – Tesco Áruház – Tom-Ferr Zrt. – Fellner Jakab utca) | 1R (Vasútállomás – Tesco Áruház – Tom-Ferr Zrt. – Fellner Jakab utca) | 1R (Vasútállomás – Tesco Áruház – Tom-Ferr Zrt. – Fellner Jakab utca) |
| Perc (↓)                                                              | Perc (↓)                                                              | Perc (↓)                                                              | Megállóhely                                                           | Perc (↑)                                                              | Perc (↑)                                                              | Átszállási kapcsolatok |                                                                       |
| A                                                                     | B                                                                     | C                                                                     | Megállóhely                                                           | A                                                                     | B                                                                     | Átszállási kapcsolatok |                                                                       |
| --------------------------------------------------------------------- | --------------------------------------------------------------------- | --------------------------------------------------------------------- | --------------------------------------------------------------------- | --------------------------------------------------------------------- | --------------------------------------------------------------------- | --- | --------------------------------------------------------------------- |
| 0                                                                     | 0                                                                     | 0                                                                     | Vasútállomás Végállomás                                               | 16                                                                    | 19                                                                    | 1, 1M, 1T, 2G, 9, 9M 8462, 8706 S10 G10 IC, gyorsvonat, expresszvonat |                                                                       |
| 1                                                                     | 1                                                                     | 2                                                                     | Vasútállomás bejárati út                                              | 15                                                                    | 17                                                                    | 1, 1M, 1T, 9, 9M 804, 814, 8462, 8467, 8479, 8700, 8706 1824 |                                                                       |
| 2                                                                     | 2                                                                     | 4                                                                     | Bezerédi utca                                                         | 14                                                                    | 16                                                                    | 1, 1M, 1T, 9, 9M 8462, 8706 |                                                                       |
| ∫                                                                     | ∫                                                                     | ∫                                                                     | Somogyi Béla út                                                       | 13                                                                    | 15                                                                    | 1, 1M, 1T, 7, 7A, 8, 9, 9M |                                                                       |
| 3                                                                     | 3                                                                     | 5                                                                     | Almási út                                                             | ∫                                                                     | ∫                                                                     | 1, 1M, 1T, 7, 7A, 8, 9, 9M |                                                                       |
| 4                                                                     | 4                                                                     | 7                                                                     | Városközpont                                                          | 12                                                                    | 14                                                                    | 1, 1M, 1T, 2G, 5, 5A, 5AF, 5FA, 5T, 7, 7A, 8, 9, 9M 804, 814, 8400, 8406, 8462, 8463, 8465, 8466, 8467, 8472, 8700, 8706, 8716 1824, 1841 |                                                                       |
| 5                                                                     | 5                                                                     | 10                                                                    | Autóbusz-állomás (Május 1. út)                                        | 11                                                                    | 12                                                                    | Helyben: 1, 1M, 1T, 2G, 5, 5AF, 5FA, 5T, 7, 7A, 8, 9, 9M Autóbusz-állomáson: 3, 5A, 5AF, 5FA 804, 814, 8400, 8402, 8406, 8462, 8463, 8465, 8466, 8467, 8472, 8479, 8574, 8587, 8594, 8700, 8706, 8716, 8726, 8727, 8736, 8740 1824, 1841, 1850 |                                                                       |
| 6                                                                     | 6                                                                     | 13                                                                    | Május 1. út                                                           | 10                                                                    | 10                                                                    | 1, 1M, 1T, 2G, 5, 5AF, 5FA, 5T, 7, 7A, 8, 9, 9M |                                                                       |
| 7                                                                     | 7                                                                     | 15                                                                    | Kossuth tér                                                           | 9                                                                     | 9                                                                     | 1, 1M, 1T, 2G, 5, 5AF, 5FA, 5T, 7, 7A, 8, 9, 9M 8402, 8472, 8574, 8587, 8594, 8736, 8740 1850 |                                                                       |
| 9                                                                     | 8                                                                     | 16                                                                    | Környei út                                                            | 8                                                                     | 8                                                                     | 1, 1M, 1T, 2G, 5, 5AF, 5FA, 5T, 7, 7A, 8, 9, 9M 8402, 8472, 8574, 8587, 8594, 8736, 8740 1850 |                                                                       |
| 10                                                                    | 10                                                                    | 18                                                                    | Környei úti temető                                                    | 7                                                                     | 7                                                                     | 1T, 5T 8402, 8574, 8587, 8594 |                                                                       |
| 11                                                                    | 11                                                                    | 19                                                                    | Tesco Áruház                                                          | 6                                                                     | 6                                                                     | 1T, 5T |                                                                       |
| 13                                                                    | 13                                                                    | 21                                                                    | Tom-Ferr Zrt.                                                         | 4                                                                     | 4                                                                     | 5T |                                                                       |
| 14                                                                    | 14                                                                    | 22                                                                    | Kocsi úti temető                                                      | 3                                                                     | 3                                                                     | 5T 8472, 8736, 8740 1850 |                                                                       |
| 15                                                                    | 15                                                                    | 23                                                                    | Dob utca                                                              | 2                                                                     | 2                                                                     | 5T 8472, 8736, 8740 1850 |                                                                       |
| 16                                                                    | 17                                                                    | 24                                                                    | Fellner Jakab utca Végállomás                                         | 0                                                                     | 0                                                                     | 1, 1M, 1T, 2G, 5, 5AF, 5FA, 5T, 7, 7A, 8, 9, 9M |                                                                       |

## Külső hivatkozások
- Vonalhálózati térképek. Volánbusz. (Hozzáférés: 2024. június 29.)
- Vonalhálózati térképek. MÁV-csoport. (Hozzáférés: 2025. január 27.)